# Coklat Stroberi
Pour plus de détails, voir Fiche technique et Distribution.
Coklat Stroberi (Chocolate Strawberry) est un film indonésien réalisé par Ardy Octaviand, sorti en 2007.

## Synopsis
Deux étudiantes, Key et Citra, partagent une maison dans la banlieue de Djakarta. Comme elles ont du mal à payer leur loyer, leur propriétaire leur impose deux autres colocataires. Ce sont deux jeunes hommes, Nesta et Aldi. Key et Citra s'éprennent vite d'eux, sans savoir qu'ils sont en couple l'un avec l'autre.
Nesta explique à Aldi qu'ils doivent passer pour hétérosexuels, et Nesta commence donc à flirter avec Key.

## Fiche technique
- Titre : Coklat Stroberi
- Réalisation : Ardy Octaviand
- Scénario : Upi Avianto
- Photographie : Roni Arnold
- Montage :
- Production : Krishto D. Alam, Upi Avianto, Madiyan Sahdianto, Sendi Sugiharto et Adiyanto Sumardjono
- Société de production : Investasi Film Indonesia
- Pays :  Indonésie
- Genre : Drame
- Durée : 97 minutes
- Dates de sortie : 
  -  Indonésie : 14 juin 2007

## Distribution
- Marrio Merdhithia : Aldi
- Nino Fernandez : Nesta
- Nadia Saphira : Key
- Marsha Timothy : Citra
- Fauzi Baadila : Dani
- Luna Maya

## Autour du film
Ce film est considéré comme faisant date pour la visibilité des LGBT dans le cinéma indonésien :
« Œuvre d'Ardy Octaviand, dont c'est le premier film, et du scénariste et producteur Upi, Coklat Stroberi est un jalon dans l'histoire des représentations cinématographiques de l'homosexualité en Indonésie. Non seulement il comporte une relation gay au cœur du film, mais il introduit aussi la sexualité gay au sein du genre de film remaja (films pour adolescents). »